# Chud

Tribus en el

Los Chuds, según el comentario del monje Néstor en la Primera Crónica Rusa, fueron los Ests o estonios. De acuerdo con Nestor, en 1030 Yaroslav I el Sabio invadió el condado de los Chuds, donde fundó Yúriev, (el nombre histórico ruso de Tartu, Estonia). De acuerdo con las crónicas antiguas eslavas orientales, los Chuds fueron uno de los fundadores del Rus de Kiev.
Los Chuds del Norte también fueron un pueblo mítico culturalmente entre los Rusos del Norte y sus vecinos. En la mitología Komi, los Chuds del Norte representan a los ancestros míticos de los Komi.

## Los Chuds en las crónicas

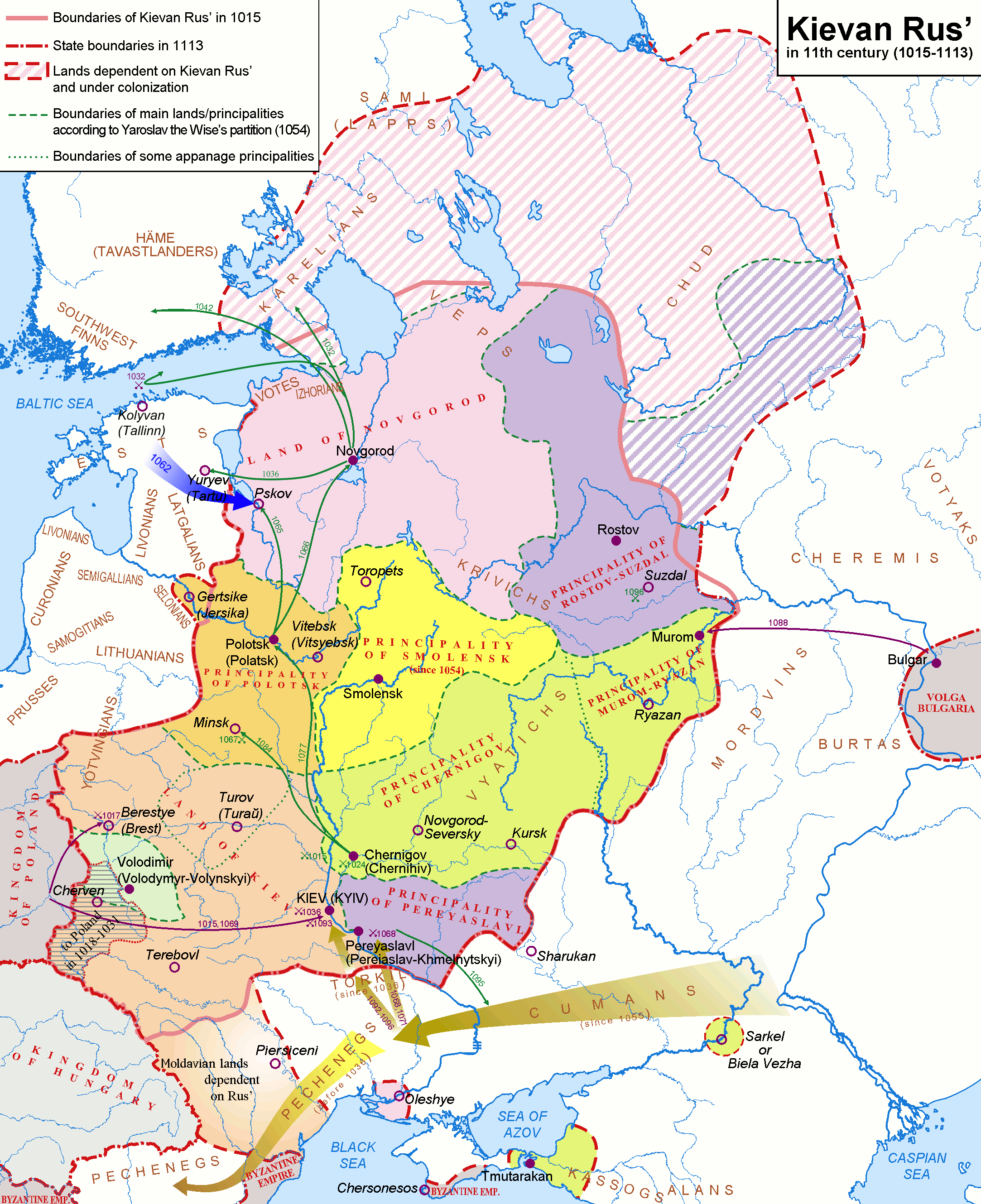
El Rus de Kiev entre 1030 y 1061, Yúriev en el país de los Chuds.

El registro más antiguo de la palabra Chud es hallado en el trabajo geográfico de Jordanes (alrededor de 550) y, esta pudo haber sido introducida en el idioma eslavo a través del gótico.
La Crónica de Néstor describe a los Chuds como los cofundadores del Rus de Kiev, además de los eslavos y los vikingos. En otras crónicas antiguas eslavas orientales, el término "Chuds" se refiere a varias tribus finesas y en particular a los grupos proto-estonios. En 1030, el Príncipe Yaroslav el Sabio de Kiev ganó una campaña militar contra los Chuds y estableció una fortaleza en Yúriev (lo que actualmente es Tartu, al sudeste de Estonia). Los gobernantes de Kiev rindieron tributo a los Chuds del antiguo condado circundante de Ugaunia, posiblemente hasta 1061, cuando, de acuerdo con la crónica, Yúriev fue quemada por otra tribu de Chuds (los Sosols). La mayoría de los asaltos contra los Chuds descritos en las antiguas crónicas rusas ocurren en la actual Estonia. El lago fronterizo entre Estonia y Rusia todavía se llama Chudskóye en ruso. Es el lago que dio nombre en ruso a la batalla del Lago Peipus. Sin embargo, muchas referencias antiguas a Chuds hablan de personas muy lejanas a Estonia, como Zavólochskaya Chud entre los Mordvinos y los Komi.